# Hodoeporicon
Das Hodoeporicon (lateinisch, Plural Hodoeporica; von altgriechisch ὁδοιπόρικος hodoipórikos „zur Reise gehörig“) ist eine Textsorte der humanistischen sowie neulateinischen Literatur und bezeichnet einen Typ der Reisedichtung, kann aber auch in Prosaform verfasst sein. Synonyme Begriffe sind iter und itinerarium.
Der Begriff ist erstmals bei dem Kirchenvater Hieronymus überliefert, der ihn in seiner Lebensbeschreibung der heiligen Paula von Rom im Sinne von „Reisebeschreibung“ benutzt. Als odoporicum bezeichnete im 11. Jahrhundert bereits Hermann von Reichenau die Versus marini des Amalarius, in denen er in Versform gekleidet seine Reise nach Konstantinopel beschrieb. Für die Darstellung seiner „Lebensreise“ benutzte Johannes Butzbach im Jahr 1506 ebenfalls den Titel Odeporicon. Ab dem frühen 16. Jahrhundert wird die Bezeichnung regelmäßig für die Beschreibung von Reisen in der humanistischen Gelehrtenrepublik verwandt und als eigenständige literarische Form ausgebildet.
Diese Bildungsreisen waren nicht nur wichtiger Bestandteil des humanistischen Lebenslaufes, sondern eines der konstituierenden Elemente der Gelehrtenrepublik, der res publica literaria. Das Reisen von Stadt zu Stadt war zugleich das Reisen von Gelehrtem zu Gelehrtem und begründete neben dem regen Briefkontakt den Zusammenhalt der „Republik“. Kennzeichen und Ideal dieser neuen, sich auf Bildung berufenden Elite war die formvollendete Beherrschung der lateinischen Sprache, die insbesondere in der Dichtung ihren höchsten Ausdruck fand.
Mit dem Abfassen eines Hodoeporicon konnte sein Verfasser diese Befähigung und seine Zugehörigkeit zum Kreis der Humanisten unter Beweis stellen. Man orientierte sich hierbei anfangs an Vorbildern antiker Literatur, etwa Ovids Gedichte über seine Reise in die Verbannung nach Tomis, die er im ersten Buch der Tristia veröffentlichte. Einflussreich war auch das detailreiche Gedicht De reditu suo des spätantiken Dichters Rutilius Claudius Namatianus, der die Beschreibung seiner Reise in die gallische Heimat nutzte, allgemeine zeitgeschichtliche Erörterungen anzustellen. In den gleichen Zusammenhang ist die Mosella des Ausonius zu stellen.
Hodoeporica unterscheiden sich von elegisch gestimmten Beschreibungen in der Tradition der Amores des Conrad Celtis durch ihre episch-beschreibenden Ausführungen. Sie sind länderübergreifend, widmen sich Italienreisen wie das Hodoeporicon Itineris Italici des Georg Sabinus aus dem Jahre 1535 oder Europareisen und Reisen in das Osmanische Reich, etwa das Hodoeporicon Byzantinum von Hugo Favoli in drei Büchern. Oft wurden sie zusammenfassend herausgegeben und zugänglich gemacht. Gegen Ende des 16. Jahrhunderts dringen auch Elemente volkssprachlicher Reiseliteratur in die Hodoeporica. Sie ergänzen und erweitern die auf Vermittlung von Bildung ausgerichteten Gedichte um abenteuerliche Aspekte. Zu nennen ist hier die Reisebeschreibung des Salomon Cruselius, Bauernsohn aus Quenstedt, der nach Rom und Süditalien reiste, die Verfolgung von Protestanten sowie das Autodafé lutherischer Franziskaner erlebte und schilderte. Ein spätes Hodoeporicon ist das Hodoeporicon Malschianum von Johann Caspar Malsch.